# Microphthalma vibrissata
Microphthalma vibrissata är en tvåvingeart som först beskrevs av Wulp 1891.  Microphthalma vibrissata ingår i släktet Microphthalma och familjen parasitflugor. Inga underarter finns listade i Catalogue of Life.